# Venceslao Persichini
Venceslao Persichini (1827, Roma (Laci), – Idem. 19 de setembre, 1897), va ser un compositor i professor de música italià.
Persichini es autor de les òperes L'amante sessagenario 1853, Margherita Pusterla (1857, basada en Cesare Cantù), L'ultimo degli Incas 1866), Cola di Rienzi (1874), que es van representar a l'escenari de Roma, Viena i altres llocs de Siena, i Viena.
La fama de Persichini, però, prové de la seva tasca com a professor vocal, professor a l'Acadèmia Romana de Santa Cecília. Entre els seus alumnes hi havia Titta Ruffo, Mattia Battistini, Francesco Marconi, Giuseppe de Luca, Antonio Magini-Coletti i altres mestres destacats de l'escenari operístic italià. Segons De Luca, que es considerava l'últim dels 74 estudiants de Persichini, el seu mentor tenia una oïda infal·lible i exigia als seus alumnes que produïssin una precisió de to impecable.